# Шебреки
Шебреки су насељено мјесто у саставу града Карловца у Карловачкој жупанији, Република Хрватска.

## Историја
До територијалне реорганизације у Хрватској налазио се у саставу бивше велике општине Карловац.

## Становништво
На попису становништва 2011. године, у насељу није било становника.
| Демографија | Демографија | Демографија |
| Година      | Становника  | Становника  |
| ----------- | ----------- | ----------- |
| 1971.       | 30          |             |
| 1981.       | 5           |             |
| 1991.       | 0           |             |
| 2001.       | 0           |             |
| 2011.       |             | 0           |